# Alajos Szokolyi
Alajos Szokolyi, także Alajos Szokoly, słow. Alojz Sokol (ur. 19 czerwca 1871 w Hroncu, zm. 9 września 1932 w Bernecebaráti) – węgierski lekkoatleta słowackiego pochodzenia, medalista olimpijski z 1896 z Aten.
Był Słowakiem, ale startował jako zawodnik Królestwa Węgier. Na igrzyskach olimpijskich w 1896 w Atenach wystąpił w trzech konkurencjach. W finale biegu na 100 m zajął 3. miejsce wspólnie z Francisem Lane’em ze Stanów Zjednoczonych. W trójskoku uplasował się na 4. miejscu, a w biegu na 110 m przez płotki nie zakwalifikował się do finału.
W 1896 został mistrzem Węgier i Czech w biegu na 100 jardów. 13 razy poprawiał lekkoatletyczne rekordy Węgier.
Ukończył szkołę powszechną w Bernecebaráti, uczył się w gimnazjum w Bańskiej Bystrzycy oraz w Levicach. Studiował medycynę na Uniwersytecie im. Pétera Pázmánya w Budapeszcie (nie ukończył). Był archiwistą żupnym, a po 1918 prowadził gospodarstwo rolne.

## Rekordy życiowe
- 100 m: 11.4 (1891)
- 110 m ppł: 17.4 (1897)
- trójskok: 12.48 m (1896)